# Kybol
Kybol war während des Zweiten Weltkriegs in Deutschland ein Antiklopfmittel mit 105 ROZ. Kybol besteht aus Diethylbenzolen und Propylbenzolen.
Kybol wurde neben Isooctan, Tetraethylblei, Benzol und Ethanol verwendet, um, statt B4-Kraftstoff mit 87 ROZ, die klopffestere Flugbenzinsorte C3-Kraftstoff mit 100 ROZ herzustellen.
Kybol wurde in Produktionsstätten bei Hüls (400 Tonnen pro Monat), Schkopau (400 Tonnen pro Monat) und Gendorf (800 Tonnen pro Monat) im heutigen Bayerischen Chemiedreieck hergestellt.